# Renaissance ukrainienne

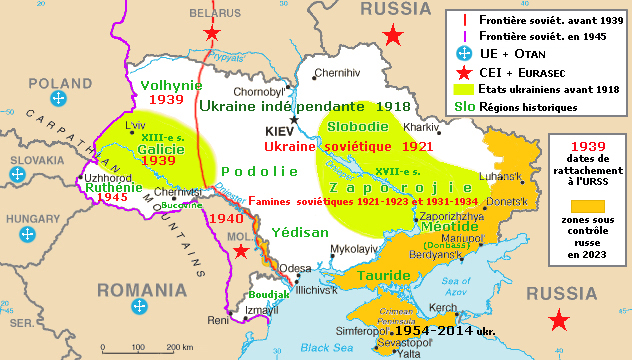
Vert clair : les États ukrainiens historiques : principauté de Galicie-Volhynie et hetmanat Zaporogue.
Vert foncé : noms des régions traditionnelles ukrainiennes.

La renaissance ukrainienne (en ukrainien : Українське відродження), dans une perspective historique « renaissance culturelle ukrainienne » (en ukrainien : Українське культурне відродження) et dans une perspective nationaliste « renaissance nationale ukrainienne » (en ukrainien : Українське національне відродження) est une période de l’histoire du peuple ukrainien et de la langue ukrainienne allant du XVIIIe au XXIe siècle, qui commence à une époque où le territoire de l’Ukraine moderne était divisé entre l’Empire autrichien (où le mouvement ukrainien faisait partie de l’austroslavisme), le Royaume de Hongrie (où le mouvement ukrainien faisait partie du panslavisme) et l’Empire russe après les partitions de la Pologne.

## Contexte d'émergence

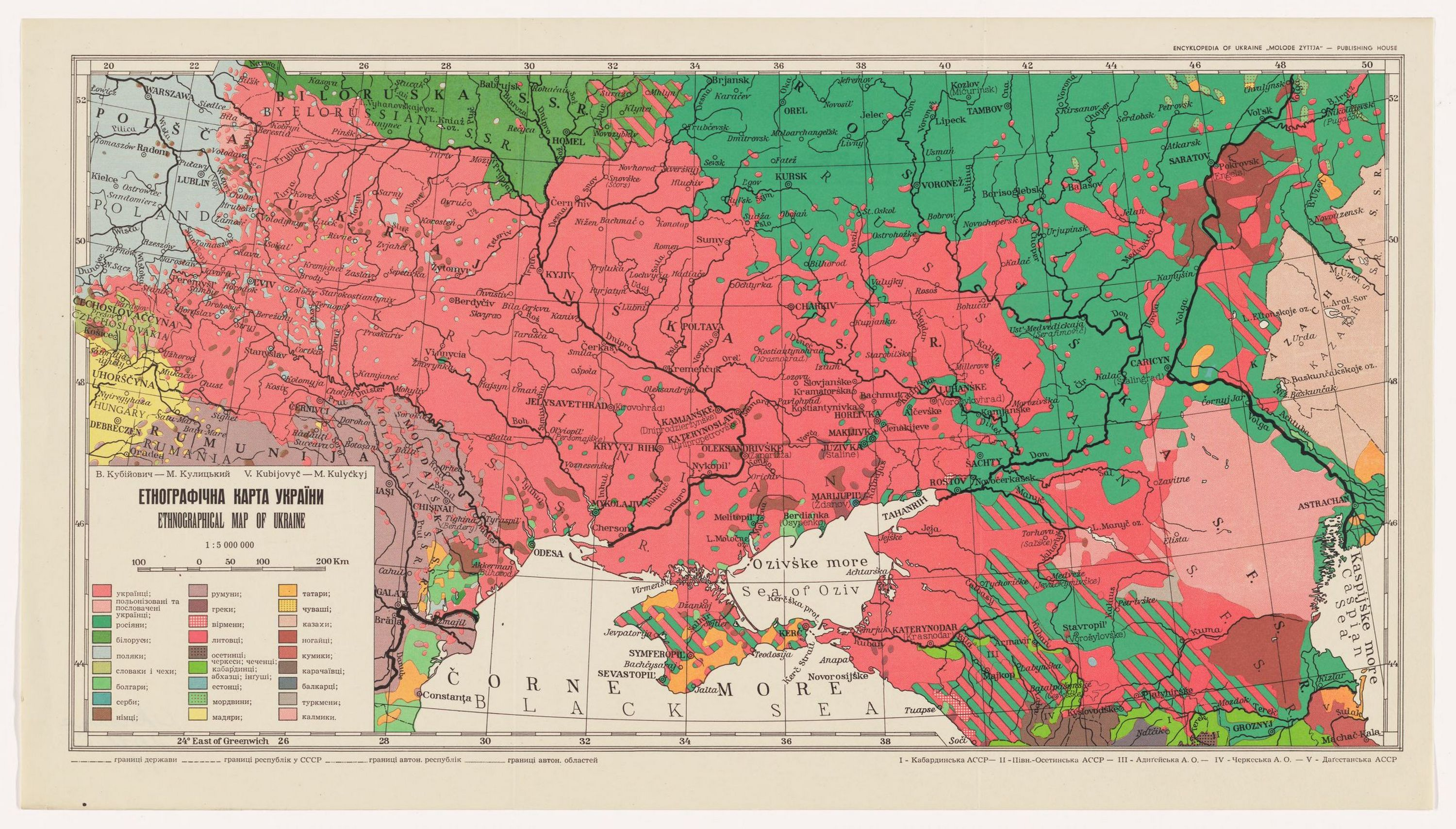
En rouge les territoires ukrainophones concernés par la Renaissance ukrainienne.

La population ukrainienne a longtemps vécu dans des états comme la Lituanie et la Pologne réunies puis les empires autrichien et surtout russe. La Podolie et le Yedisan furent aussi turcs, tandis que les régions proches de la mer Noire furent tatares. Durant cette période, une partie des populations ukrainiennes s’est acculturée, surtout dans l’est du pays, mais une autre partie, surtout dans l’ouest du pays, a conservé son identité (alors appelée « ruthène », « rusyne » ou encore « petit-russienne ») ainsi que la mémoire historique des États ukrainiens qui ont existé antérieurement : la principauté de Galicie-Volhynie du XIe au XIIIe siècle et le hetmanat Zaporogue du XVIe au XVIIIe siècle. Après une première tentative d'indépendance entre 1918 et 1920 l’Ukraine a acquis plus durablement son indépendance en 1991 pendant la dislocation de l'Union soviétique, mais cette indépendance est à nouveau menacée au XXIe siècle. Cette histoire est ponctuée d’épisodes magnifiés par la culture populaire et chantés par les kobzars, comme les épopées des Cosaques zaporogues en lutte contre l'Empire ottoman et contre les raids esclavagistes du Khanat de Crimée, ou encore comme les soulèvements de Haïdamaks de l’ancien hetmanat cosaque.

## Descriptif
Tandis que l’Empire russe franchit le Dniepr et s’étend vers l’Europe centrale et la mer Noire, la spécificité ukrainienne commence à se diffuser, notamment par les récits et les chansons des kobzars (troubadours itinérants). Plusieurs historiens ukrainiens tels que Volodymyr Dorochenko et Mykhaïlo Hrouchevsky divisent la renaissance ukrainienne en trois étapes :
1. de la fin du XVIIIe siècle aux années 1840 : passage du souvenir des Zaporogues au romantisme nationaliste ;
2. des années 1840 à 1914 : émergence d’une identité moderne à travers la littérature ukrainienne contemporaine, dans les hromades (cénacles littéraires et nationalistes) ;
3. depuis 1914 : politisation du mouvement et tentatives d’établir un État-nation ukrainien.

Dans les manuels d’histoire ukrainiens du XXe siècle, soviétiques ou antérieurs à 2004, cette période d’émergence ukrainienne était présentée comme une résistance populaire du peuple ukrainien et notamment du prolétariat local, « sous l’égide du grand peuple-frère russe », contre des pouvoirs occidentaux étrangers, contre l’impérialisme et l’exploitation impitoyable des souverains et des aristocrates polonais, autrichiens et hongrois. Dans les manuels d’histoire ukrainiens du XXIe siècle postérieurs à 2014, cette période est présentée comme le triomphe du nationalisme ukrainien face à l’autocratie des Tsars et à l’exploitation des boyards russes.
Comme chez d’autres peuples en Europe, la renaissance ukrainienne émerge à partir du début du XIXe siècle. Vienne et Budapest craignent alors qu’il ne soit un vecteur de l’influence russe, tandis que Saint-Pétersbourg estime que ce mouvement est manipulé par les Polonais. Des hromades sont dissoutes, leurs membres sont pourchassés par l’Okhrana (police politique des Tzars), et il est prohibé d’imprimer en ukrainien. Les gouvernants russes considèrent les Ukrainiens comme des « Petits-Russes » à assimiler. En Galicie autrichienne, les langues officielles sont l’allemand et le polonais, même si l’ukrainien est toléré dans le sud et l’est de la province.
La culture ukrainienne émerge en Ruthénie, Galicie, Volhynie, Podolie, autour de Lviv, Kiev et de Zaporijjia, utilisant de plus en plus le terme d’« Ukraine » — Oukraïna signifiant « la marche » —, employé surtout dans la langue ecclésiastique depuis le XVIe siècle, et relancé par les intellectuels des hromades au XIXe siècle. Officiellement, les pouvoirs impériaux autrichien et russe n’utilisent pas le terme d’« Ukraine ». Comme partout dans l’Empire russe, les territoires de l’actuelle Ukraine sont divisés en « gouvernements » : seul le grand-duché de Finlande échappe à cette division et forme un territoire unitaire. L’actuelle Ukraine est donc partagée, en Russie, entre les gouvernements de Kiev, Tchernigov, Ekaterinoslav, Volhynie, Podolie, Kherson, Tauride, Poltavie et Kharkov, regroupés en deux entités : Petite Russie et Nouvelle Russie. D’autres territoires aujourd’hui ukrainiens ou peuplés d’Ukrainiens étaient à l’époque des parties de la Bessarabie moldave, du district des Cosaques du Don ou encore de l’Oblast du Kouban. En 1876, l’Empire russe interdit la langue ukrainienne dans les écoles, et la limite dans les journaux et la littérature. Les différentes formes d’ukrainien ne sont plus parlées que par une frange de la paysannerie et certains cercles cultivés : instituteurs, universitaires, ecclésiastiques (surtout uniates, car les orthodoxes dépendent alors du Patriarcat de Moscou).

## Épilogue
À l’issue de la Première Guerre mondiale, alors que les Empires allemand, austro-hongrois et russe s’effondrent, la renaissance ukrainienne se concrétise par la proclamation, en ordre dispersé, de cinq États ukrainiens :
- en Galicie ex-autrichienne, la Lemkovie (Ruska narodna Respublika Lemkiv) et la République populaire d'Ukraine occidentale (Zakhidno-Ukraïnska narodna Respublika) ;
- en Ruthénie subcarpathique ex-hongroise, la République Houtsoule (Хуцу́льська Респу́бліка, Houtzoul’ska Respublika) ;
- en Ukraine orientale ex-russe, la République populaire ukrainienne (Українська народна Республіка, Oukraïns’ka narodna Respoublika) et l’Ukraine anarchiste (Махновщина, Makhnovchtchina).

Faute de pouvoir se coordonner et se défendre ensemble dans un contexte politique et militaire compliqué, et faute de pouvoir envoyer une délégation commune pour argumenter leur cause à la Conférence de la paix de Paris, aucun de ces États ne réussit à se maintenir, mais de leur côté, les bolcheviks, ayant conquis l’Ukraine orientale à la fin de la guerre civile russe, la constituèrent en république fédérée, non comme État-nation, mais comme République soviétique où ils appliquèrent leurs politiques de terreur rouge, de collectivisation forcée, de soumission du peuple ukrainien par la famine (dont la fameuse holodomor) et de russification par le « rapprochement-fusion » (сближение–слияние, sblijenie-sliyanie) devant aboutir à forger l’Homo sovieticus : cette politique a exterminé tant d’acteurs de la renaissance ukrainienne, que l’on parla par la suite de « Renaissance fusillée ».
Durant trois ans et demi, entre 1941 et 1944, le commissariat nazi pour l’Ukraine, où aucun des belligérants du Front de l’Est ne respecte les Conventions de Genève, est le théâtre d’innombrables atrocités et crimes de masse tant allemands que soviétiques : Shoah par balles, génocide des Tsiganes, destruction par le feu de villes, de villages et de lieux de culte (avec les fidèles enfermés à l’intérieur), exécutions sommaires massives par les SS ou le NKVD, viols et pillages systématiques…. En outre, les Ukrainiens se combattent mutuellement entre patriotes nationalistes, partisans communistes et collaborateurs pro-nazis. Le pays en sort exsangue et dépeuplé ; une troisième grande famine achève de l’affaiblir.
Ce n’est que quarante ans plus tard, avec la perestroïka (« restructuration ») et la glasnost (« transparence ») que les valeurs de la renaissance ukrainienne peuvent à nouveau s’exprimer, mais c’est après la dislocation de l'URSS et l’indépendance formelle du pays en 1991 que cette expression ne sera plus systématiquement réprimée comme « nationalisme fascisant petit-bourgeois ». Quinze ans seront cependant encore nécessaires pour que ces valeurs convainquent suffisamment d’Ukrainiens et se substituent à l’influence post-soviétique russe aux sommets de l’État (parlement, gouvernement), ce qui finit par déclencher en 2004 la « révolution orange » et, au bout d’une décennie de vicissitudes, le plus important des conflits post-soviétiques : la guerre russo-ukrainienne commencée en 2014.